# Густоев, Василий Михайлович
Василий Михайлович Густоев (1925—2007) — советский передовик производства в автомобильной промышленности. Герой Социалистического Труда (1976).

## Биография
Родился 25 декабря 1925 года в городе Миассе в рабочей семье.
В 1940 году по окончании семилетки, работал в старательской артели. С 1942 года — шлифовщик на автомоторном заводе. В 1943 призван в ряды РККА и после окончания военной школы связи направлен в действующую армию, воевал на 3-м Украинском фронте, участвовал в освобождении Румынии, Югославии, Венгрии и Австрии. С 1945 по 1949 годы служил в Южной группе войск.
В 1949 году сержант В. М. Густоев в запасе. С 1949 года — слесарь по ремонту промышленного оборудования Уральского автомобильного завода. В 1958 году назначен бригадиром. В 1961 году окончил Школу рабочей молодёжи, в 1966 году — Миасский автомеханический техникум. С 1967 года возглавил бригаду цеха шасси, организовал курсы слесарей в службе механика и в 1970 году — заводскую школу наставников. 5 апреля 1971 года «за высокие трудовые достижения» Указом Президиума Верховного Совета СССР В. М. Густоев был награждён Орденом Ленина
11 марта 1976 года «за выдающиеся успехи в выполнении заданий девятого пятилетнего плана и принятых социалистических обязательств» Указом Президиума Верховного Совета СССР Василию Михайловичу Густоеву было присвоено звание Героя Социалистического Труда с вручением Медали «Серп и Молот» и Орденом Ленина.
Помимо основной деятельности с 1973 года назначен председателем заводского совета наставников. Был членом Миасского горкома и бюро горкома КПСС. Исполнял обязанности председателя Миасского городского и окружного избирательных комитетов по выборам депутатов в Верховные Советы РСФСР и СССР. С 1981 года был делегатом 26-го съезда КПСС.
С 1990 года на персональной пенсии.
Умер 17 июня 2007 года в Миассе. Похоронен на Южном кладбище Миасса.

## Награды
- Медаль «Серп и Молот» (11.03.1976)
- Два Ордена Ленина (1971, 1976)
- Орден Отечественной войны II степени (1985)
- Медаль «За трудовую доблесть» (1966)

### Звания
- Почётный гражданин Миасса (1973)